# Mirna Peč
Mirna Peč (in passato in tedesco Hönigstein) è un comune di 2 827 abitanti della Slovenia meridionale.
Il comune è stato ricreato nel 1999 per distacco da Novo Mesto.

## Storia
Dal 1941 al 1943, a seguito dell'invasione della Jugoslavia da parte delle truppe dell'Asse, venne occupato dalle truppe italiane e annesso all'Italia nella neonata Provincia di Lubiana come comune autonomo.